# Hasse och Tage-museet
Hasse och Tage-museet, "Världens största Hasse och Tage-museum", är ett litet museum i Tomelilla över de svenska komikerna Hans Alfredsons och Tage Danielssons livsverk. Museet invigdes den 1 juli 2006.

## Bakgrund
Hasse och Tage kom under andra halvan av 1900-talet att bli ett folkkärt begrepp i Underhållningssverige. I många år hade de en egen filmgård utanför Tomelilla, där de spelade in många av sina populära filmer. Därför sågs placeringen av ett filmmuseum där som naturlig.

## Museet
Museet ligger intill järnvägen i centrala Tomelilla i en liten tegelbyggnad (som tidigare inrymt en nedgång till en gångtunnel under järnvägen) och kallas med sina 17 kvadratmeter för "världens minsta filmmuseum". Museet tillkom efter flera års diskussioner och på initiativ av bland andra Hans Alfredson själv. Det inrymmer med finurliga inredningskonstruktioner attiraljer, fotografier, affischer med mera från parets och deras bolags Svenska Ord samlade produktion av film, revy med mera i urval.
På grund av dess storlek kan bara åtta besökare åt gången besöka museet, som ligger intill den plats som bland annat fick föreställa en lång rad världsmetropoler i inspelningen av filmen Picassos äventyr, och intill finns även kafé och souvenirbutik. Museet håller öppet endast under sommarhalvåret. Fram till 2010 drevs museet av Tomelilla kommun. På grund av avtalsproblem med fastighetsägaren bildades 2010 en vänförening som numera driver verksamheten vidare med visst stöd av kommunen.

## Bildgalleri

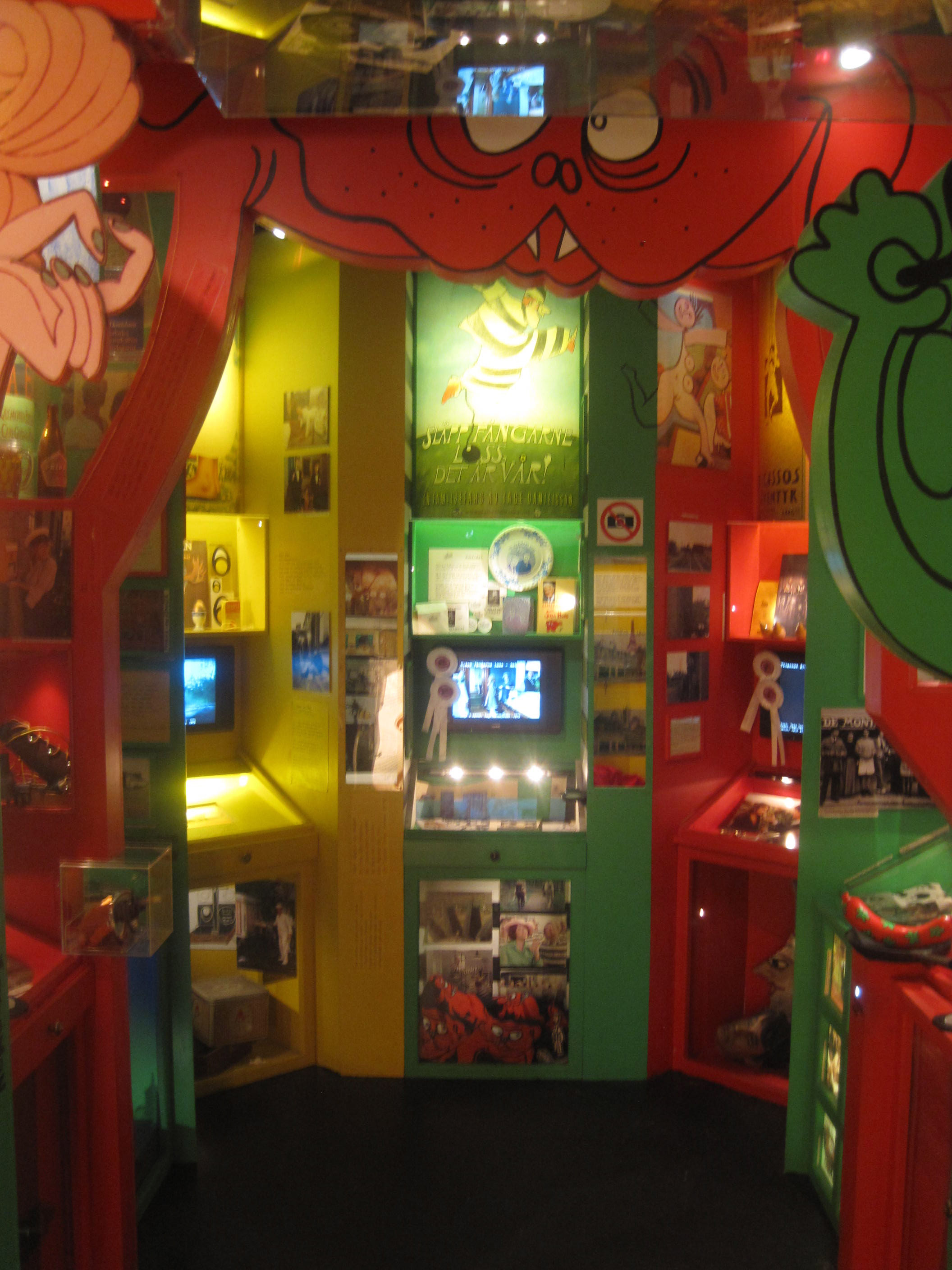
Interiör från museet.
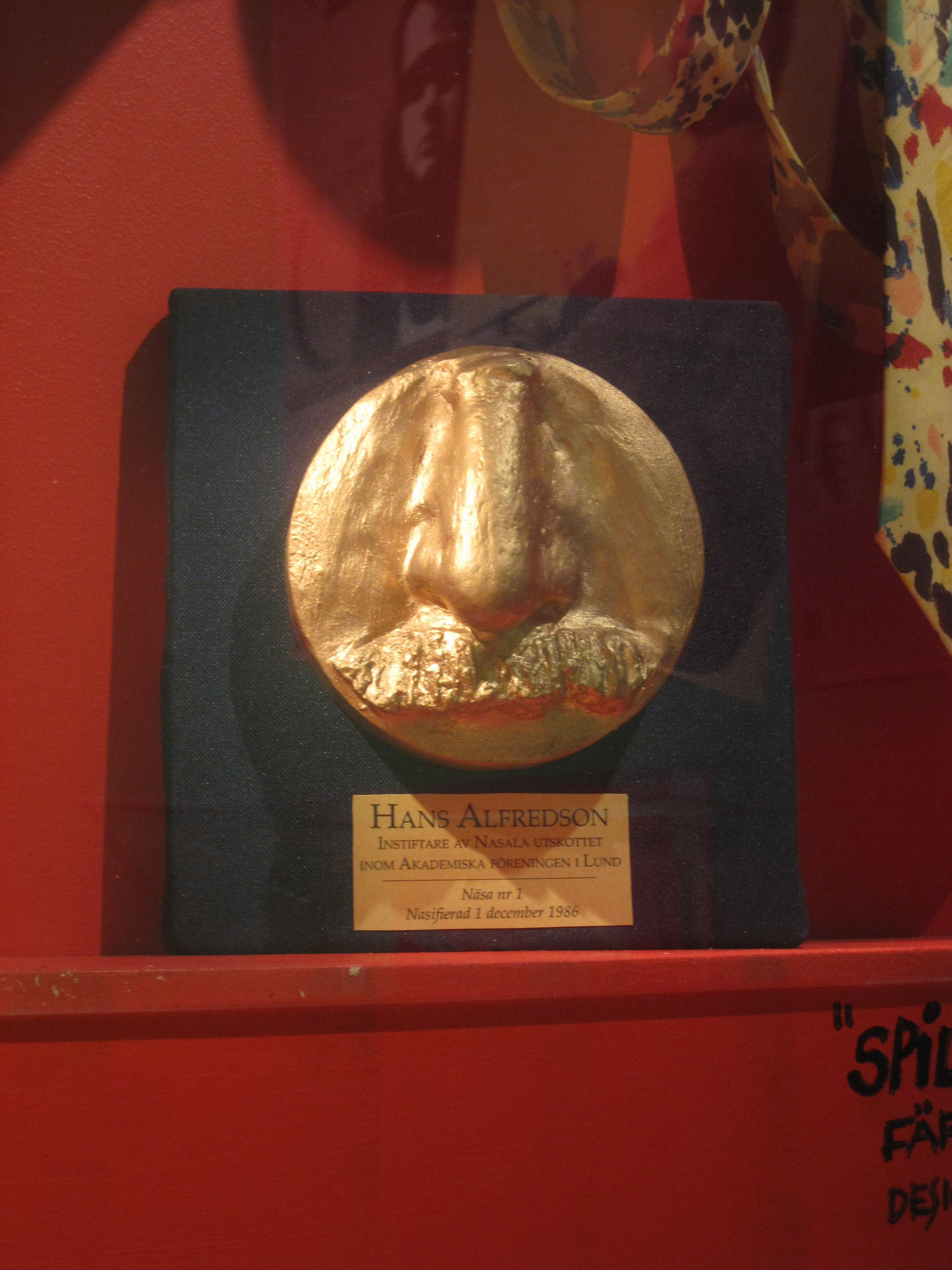
Hasse Alfredsons näsa, förgylld kopia av den avgjutning som finns i Akademiska Föreningens nasotek.
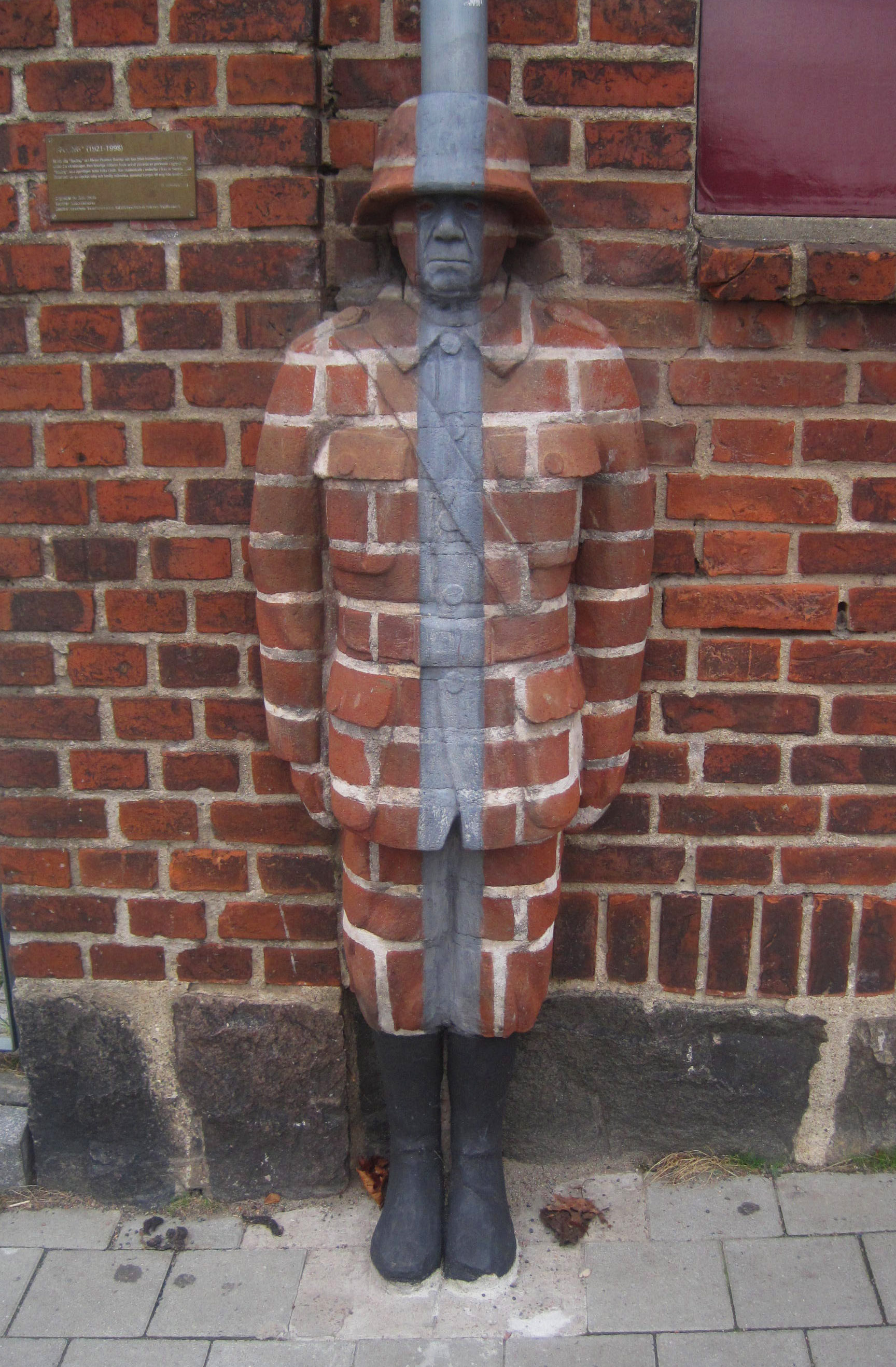
Staty av Folke Lindh som kamouflagemålad tysk soldat ur Picassos äventyr utanför museet. Konstnär Anders Hellström.